# Byron Long
Byron Long, född 10 maj 1969 i Inglewood, Kalifornien, USA, är en amerikansk skådespelare i pornografisk film. Han har medverkat i över 320 filmer sedan debuten 1995.